# Adelphostigma occipitalis
Adelphostigma occipitalis — вид змій родини полозових (Colubridae). Мешкає в Південній Америці.

## Поширення і екологія
Adelphostigma occipitalis широко поширені в Південній Америці, від південно-східної Колумбії, Перу і Болівії до східної Бразилії, Парагваю, північної Аргентини і північного Уругваю. Вони живуть в різноманітних відкритих природних середовищах, зокрема саванах серрадо, чагарникових заростях каатинга і чако та на луках пампи, трапляються поблизу водойм, на висоті до 1600 м над рівнем моря. Живляться ящірками і пуголовками. Відкладають яйця.